# Uncharted (film)
Uncharted is een Amerikaanse actie-avonturenfilm uit 2022, geregisseerd door Ruben Fleischer. De film is gebaseerd op de gelijknamige computerspelserie van Naughty Dog. De hoofdrollen worden vertolkt door Tom Holland, Mark Wahlberg, Antonio Banderas, Sophia Ali en Tati Gabrielle.

## Verhaal
Enkele jaren voor de gebeurtenissen van Uncharted: Drake's Fortune, moeten een jonge Nathan Drake en zijn partner Victor "Sully" Sullivan het opnemen tegen een rijke, meedogenloze schatzoeker en zijn huurlingen om een verloren fortuin in goud van de reizen van Magellan te claimen, terwijl ze ook aanwijzingen volgen die kunnen leiden naar Drake's lang verloren gewaande broer, Sam.

## Rolverdeling
| Acteur           | Personage               | Opmerkingen |
| ---------------- | ----------------------- | --- |
| Tom Holland      | Nathan "Nate" Drake     | Een jonge fortuinjager die beweert een afstammeling te zijn van de beroemde Engelse ontdekkingsreiziger Sir Francis Drake. |
| Mark Wahlberg    | Victor "Sully" Sullivan | Een doorgewinterde fortuinjager die Nate's mentor en vaderfiguur is.                                                       |
| Antonio Banderas | Santiago Moncada        | Een meedogenloze schatzoeker en antagonist van de film.                                                                    |
| Sophia Ali       | Chloe Frazer            | Een mede-fortuinjager en medewerker van Sully's die Nate's liefdesbelang is.                                               |
| Tati Gabrielle   | Jo Braddock             | Een huurling die werkt tegen Nate en Sully, antagonist.                                                                    |
| Rudy Pankow      | Sam Drake               | Oudere broer van Nate |

## Productie
De eerste plannen voor verfilmingen gaan terug tot 2010. Aanvankelijk werd Nathan Fillion gecast naast Mark Wahlberg. Voor de rollen van Antonio Banderas en Steve Waddington werd eerst aan Robert De Niro en Joe Pesci gedacht. De uiteindelijke productie liep vertraging op door de coronacrisis.

## Release
De film ging in première op 7 februari 2022 in Barcelona. De film werd in de bioscoop uitgebracht door Sony Pictures Releasing in de Verenigde Staten op 18 februari 2022 in IMAX, Dolby Cinema en 4DX.
De film bracht meer dan 400 miljoen dollar op, meer dan driemaal het uitgegeven budget. In Frankrijk trok de film 2,5 miljoen toeschouwers.

## Ontvangst
Op Rotten Tomatoes heeft Uncharted een waarde van 39% en een gemiddelde score van 5,30/10, gebaseerd op 185 recensies. Op Metacritic heeft de film een gemiddelde score van 47/100, gebaseerd op 40 recensies.